# Nikša Gradić
Nikša (Nikola) Gradić (tal.: Nicoló Gradi), (* Zadar, 15. prosinca 1825. - † Dubrovnik, 29. kolovoza 1894.), hrvatski pisac i pravnik iz Dubrovnika. Član je stare dubrovačke plemićke obitelji Gradić.

## Životopis
Rođen je kao sin Mata Gradića (* 1786. - † ?) i Ane rođ. Đurđević-Bunić (* 1801. - † ?), oboje rođenih u Dubrovniku i u daljnjem srodstvu (u trećem koljenu), jer su bili potomci malog broja preostalih dubrovačkih plemićkih obitelji na kraju 18. stoljeća. Otac Mato službovao je kao sudac na području Dalmacije, koja je u to doba bila u sklopu Habsburške Monarhije.
Nikša Gradić djetinjstvo je proveo u Zadru. Tu je završio gimnaziju, a zatim i pravo u Padovi. Radio je kao sudac u Dubrovniku, Zadru, Splitu, Rijeci i Kotoru, da bi poslije umirovljenja posljednji dio života proveo je u Dubrovniku i posvetio se književnosti, te politici. Od 1854. bio je oženjen Magdalenom rođ. Pucić 1835. – 1911., s kojom je imao šestoro djece (četiri sina i dvije kćeri), od kojih su neka umrla prije njega.
Svoje prve pjesme objavio je u listu “La Dalmazia” 1846. godine na talijanskom jeziku. Pisao je i kraće novinske članke u časopisima. Kasnije se oduševio starim dubrovačkim književnicima i narodnim pjesmama, pa je počeo pisati radove s političkom i domoljubnom tematikom, i to na hrvatskom jeziku. Pjesme je objavljivao u časopisima Narodni list, Dubrovnik i Slovinac. Većinu pjesama napisao je u epskom desetercu i prožeo frazeologijom narodne pjesme. Njegov književni rad je već za vrijeme njegova života komentiran kao nedovoljno ambiciozan i pretežno prigodan. Većina njegovih stihova danas uglavnom ima dokumentarni značaj kao svjedočanstvo duha i ukusa vremena u kojem je živio.
Zbog članka "Nešto o našim stvarima" ("Slovinac" br. 36 za 1884) ga je 1885. s hrvatskih pozicija napao župnik Ivan Liepopili u brošuri "I gospar Nikša Matov...". Godine 1885. pokrenuo je i uređivao list Glas dubrovački. Prilikom sklapanja ugovora o izdavanju "Glasa dubrovačkog" se u III. točki obvezao da će raditi protiv združenja s Hrvatskom. Pretpostavlja se da je N. Gradi autor uvodnika u broju 9 za 1886. ovog lista, u kome se od zastupnika u Dalmatinskom saboru traži otvorenije isticanje srpstva. Zauzimao se za zajedništvo južnih Slavena, koje je držao jednim narodom sastavljenim od više plemena. Pisao je protiv politike hrvatskoga državnog prava, a isticao prvenstvo narodnog prava. Slagao se s ujedinjenjem Dalmacije i Banske Hrvatske, ali pod uvjetom da se sačuvaju srpske narodne posebnosti. Promicao je ideju federativnog preustroja Habsburške Monarhije i spajanje južnih Slavena u zasebnoj federalnoj jedinici. Bio je protivnik ruskog imperijalizma, kao i političke suradnje dalmatinskih Srba s autonomašima. 1890. biran je za gradskog vijećnika u Dubrovniku na listi Srpske stranke na Primorju (Dalmaciji). Potkraj života bio je skloniji priznanju hrvatskog državnog prava i interesa. 
Pisao je o problematici nezavisnog sudstva, te izdao brošuru o socijalizmu u kojoj je s kršćanskih i s liberalnih pozicija podvrgao kritici teze Karla Marxa. Pisao je i o filološkoj problematici kompozicije Gundulićeva Osmana. U "Slovincu" je surađivao s književnim radovima iz srpske povijesti.

Nikša Gradić umro je nakon kratke i teške bolesti u Dubrovniku 1894., a pokopan je na gradskom groblju Boninovo. Njegova udovica nadživjela ga je 17 godina; umrla je 1911., iste godine kad i rođak Miho Gradić, posljednji pripadnik ove vlastelinske obitelji. 

## Djela
La biblioteca Paravia. Osservazioni e scherzi. U: Annuario dalmatico, 2. Spalato 1861, 110–147. — Il poeta ed il genio della terra. (Rijeka) 1864. - Kosovka djevojka, drama, Dubrovnik 1883. - Djevojka spravljenica, komedija, Cetinje 1890. — O bezimenim dopisima u našoj političkoj štampi, pa o staroj i novoj muzici u Dubrovniku. Dubrovnik 1890. — Socializam u sadašnjem obliku, Dubrovnik 1891. U Slovincu je objavio: "Prolog dramatičkoj pjesmi iz stare srpske istorije" (br. 16 za 1880); "Kosovka djevojka. Dramska pjesma u tri djejstva" (br. 1 za 1884).

## Vanjske poveznice
- Gradićev životopis u Enciklopediji LZMK
- Nikša Matov Gradić – posljednji dubrovački vlastelin-pjesnik